# Flying Water
Flying Water (1973-1978) est une jument de course pur-sang anglais.

## Carrière de courses
Flying Water effectue des débuts victorieux dans un maiden à Chantilly en juillet de ses 2 ans, mais se trouve rapidement sur la touche en raison d'une blessure. On ne la reverra plus cette année-là, mais on n'oublie pas son nom puisque sa dauphine cantilienne, Imogene, a donné de la valeur à la ligne de son maiden en se classant deuxième de Vitiges dans le Prix Morny. Flying Water reparaît en avril 1976 du côté de Newmarket, où elle fait forte impression dans les Nell Gwyn Stakes, une préparatoire aux 1000 Guineas, ce qui lui vaut d'être aussitôt propulsée favorite du classique de Newmarket. La concurrence ne manque pas : pas moins de 25 pouliches s'élancent sur le Rowley Mile, mais c'est Flying Water qui s'extrait de cette charge de cavalerie et signe le nouveau record de l'épreuve (1'37"83). C'est l'annus mirabilis du tandem Angel Penna / Daniel Wildenstein, qui remporte cette année-là trois des cinq classiques britanniques : les 1000 Guinées avec Flying Water, les Oaks avec Pawneese (qu'Angel Penna considérait d'ailleurs supérieure à Flying Water) et le St. Leger à l'automne avec Crow. De retour en France, Flying Water se prépare à monter en distance dans le Prix Saint-Alary, en vue du Prix de Diane. Mais la pouliche aux membres fragiles se blesse durant le parcours, et s'en est fini de sa saison. 
Après une opération aux États-Unis et plus d'un an d'absence, Flying Water revient sur le sprint long, dans le Prix de la Porte-Maillot. Une rentrée en douceur : elle termine cinquième. Pourtant, elle montre qu'elle n'a rien perdu de son talent en remportant le Prix Maurice de Gheest durant le meeting de Deauville puis réalise un fabuleux exploit une semaine plus tard en mettant à la raison le champion Blushing Groom dans le Prix Jacques Le Marois. Flying Water semble alors au sommet du mile en Europe, mais elle échoue sans explication dans le Prix du Moulin de Longchamp. Elle n'est pourtant pas passée de forme, puisque elle achève sa carrière européenne en apothéose par une victoire éclatante dans les Champion Stakes, en égalant le record de l'épreuve, où elle devance nettement Relkino, récent lauréat de la Benson & Hedges Gold Cup. 
En 1978, lorsqu'Angel Penna décide de repartir aux États-Unis après six années passées en France, il emmène avec lui quelques éléments de l'écurie Wildenstein, dont Flying Water. La carrière américaine de la championne s'annonçait bien, après des débuts victorieux à Belmont Park, mais alors qu'elle dispute l'une des divisions du New York Handicap, Flying Water heurte le rail et chute lourdement : victime d'une fracture, la malheureuse jument doit être euthanasiée. 

### Résumé de carrière
| Date         | Hippodrome   | Pays        | Course                      | Statut      | Distance    | Jockey            | Place       | Écart       | Vainqueur ou deuxième |
| 1975, 2 ans  | 1975, 2 ans  | 1975, 2 ans | 1975, 2 ans                 | 1975, 2 ans | 1975, 2 ans | 1975, 2 ans       | 1975, 2 ans | 1975, 2 ans | 1975, 2 ans           |
| ------------ | ------------ | ----------- | --------------------------- | ----------- | ----------- | ----------------- | ----------- | ----------- | --------------------- |
| Juillet      | Chantilly    | France      | Maiden                      |             | 1 200 m     | Yves Saint-Martin | 1er         | -           | Imogene               |
| 1976, 3 ans  |              |             |                             |             |             |                   |             |             |                       |
| 8 avril      | Newmarket    | Royaume-Uni | Nell Gwin Stakes            | Gr. 3       | 1 400 m     | Yves Saint-Martin | 1er / 10    | 3           | Dame Foolish          |
| 29 avril     | Newmarket    | Royaume-Uni | 1000 Guineas                | Gr. 1       | 1 600 m     | Yves Saint-Martin | 1er / 25    | 1           | Konafa                |
| 23 mai       | Longchamp    | France      | Prix Saint-Alary            | Gr. 1       | 2 000 m     | Yves Saint-Martin | 6e / 10     | -           | Riverqueen            |
| 1977, 4 ans  |              |             |                             |             |             |                   |             |             |                       |
| 26 juin      | Longchamp    | France      | Prix de la Porte Maillot    | Gr. 3       | 1 400 m     | Yves Saint-Martin | 5e / 11     | -           | Polyponder            |
| 6 août       | Deauville    | France      | Prix Maurice de Gheest      | Gr. 3       | 1 300 m     | Yves Saint-Martin | 1er / 12    | 1           | Girl Friend           |
| 14 août      | Deauville    | France      | Prix Jacques Le Marois      | Gr. 1       | 1 600 m     | Yves Saint-Martin | 1er / 7     | 1/2         | Blushing Groom        |
| 25 septembre | Longchamp    | France      | Prix du Moulin de Longchamp | Gr. 1       | 1 600 m     | Yves Saint-Martin | 5e / 7      | 7           | Pharly                |
| 15 octobre   | Newmarket    | Royaume-Uni | Champion Stakes             | Gr. 1       | 2 000 m     | Yves Saint-Martin | 1er / 8     | 2           | Relkino               |
| 1978, 5 ans  |              |             |                             |             |             |                   |             |             |                       |
| 16 juin      | Belmont Park | États-Unis  | General Race                |             | 1 700 m     | Jean Cruguet      | 1er / 6     | 2 ¾         | ImaFlash              |
| 24 juin      | Belmont Park | États-Unis  | New York Handicap           | Gr. 3       | 1 700 m     | Jean Cruguet      | DNF         |             | Late Bloomer          |

## Origines
Flying Water est une fille du grand étalon Habitat, qui donna notamment les bombes Marwell et Habibti, et fut un père de mères très influent. Sa mère, Formentera, n'avançait pas en course, mais son papier lui garantissait une place au haras. En effet, cette fille de l'illustre Ribot est une sœur de Felicio (par Shantung), vainqueur du Grand Prix de Saint-Cloud et du Prix Jean de Chaudenay, deuxième des King George VI & Queen Elizabeth Stakes, du Prix Lupin et du Prix Foy, et devenu par la suite un étalon de tête au Brésil. Quant à la deuxième mère, Fighting Edie, elle était la sœur du champion St. Paddy, qui remporta le Derby d'Epsom, le St. Leger et les Eclipse Stakes. Flying Water descend en ligne directe de la grande Pretty Polly, comme le grand Brigadier Gerard, Marwell, Marling et autres Invasor.

### Pedigree
| Origines de Flying Water (FR), jument alezane née en 1973 | Origines de Flying Water (FR), jument alezane née en 1973 | Origines de Flying Water (FR), jument alezane née en 1973 | Origines de Flying Water (FR), jument alezane née en 1973 |
| --------------------------------------------------------- | --------------------------------------------------------- | --------------------------------------------------------- | --------------------------------------------------------- |
| Père Habitat 1966                                         | Sir Gaylord 1959                                          | Turn-To                                                   | Royal Charger                                             |
| Père Habitat 1966                                         | Sir Gaylord 1959                                          | Turn-To                                                   | Source Sucree                                             |
| Père Habitat 1966                                         | Sir Gaylord 1959                                          | Somethingroyal                                            | Princequillo                                              |
| Père Habitat 1966                                         | Sir Gaylord 1959                                          | Somethingroyal                                            | Imperatrice                                               |
| Père Habitat 1966                                         | Little Hut 1952                                           | Occupy                                                    | Bull Dog                                                  |
| Père Habitat 1966                                         | Little Hut 1952                                           | Occupy                                                    | Miss Bunting                                              |
| Père Habitat 1966                                         | Little Hut 1952                                           | Savage Beauty                                             | Challenger                                                |
| Père Habitat 1966                                         | Little Hut 1952                                           | Savage Beauty                                             | Khara                                                     |
| Mère Formentera 1968                                      | Ribot 1952                                                | Tenerani                                                  | Bellini                                                   |
| Mère Formentera 1968                                      | Ribot 1952                                                | Tenerani                                                  | Tofanella                                                 |
| Mère Formentera 1968                                      | Ribot 1952                                                | Romanella                                                 | El Greco                                                  |
| Mère Formentera 1968                                      | Ribot 1952                                                | Romanella                                                 | Barbara Burrini                                           |
| Mère Formentera 1968                                      | Fighting Edie 1956                                        | Guersant                                                  | Bubbles                                                   |
| Mère Formentera 1968                                      | Fighting Edie 1956                                        | Guersant                                                  | Montagnana                                                |
| Mère Formentera 1968                                      | Fighting Edie 1956                                        | Edie Kelly                                                | Bois Roussel                                              |
| Mère Formentera 1968                                      | Fighting Edie 1956                                        | Edie Kelly                                                | Caerlissa (famille 14-c)                                  |